# Dikbroeken
Dikbroeken is een buurtschap in de gemeente Borger-Odoorn. Tot en met 1997 viel het onder de gemeente Odoorn. Dikbroeken ligt ten westen van Ter Apel en ten noorden van Nieuw-Weerdinge. De plaats ligt aan de gelijknamige Dikbroeken.